# Gilbert Elliot-Murray-Kynynmound, 4:e earl av Minto
Gilbert John Elliot-Murray-Kynynmound, 4:e earl av Minto, 4:e viscount Melgund, 4:e Baron Minto, 7:e Baronet, född den 9 juli 1845, död den 1 mars 1914, var en brittisk politiker och ämbetsman.

## Biografi
Gilbert Elliot-Murray-Kynynmound var brorson till Henry George Elliot.
Han ägnade sig först åt militäryrket och deltog som frivillig i turkiska armén under 1877 års krig samt tjänstgjorde såväl i afghanska kriget 1879 som i expeditionen till Egypten 1882. Åren 1883–1885 var han militärsekreterare hos generalguvernören i Kanada, lord Lansdowne, och tjänstgjorde 1885 som stabschef vid indiankriget i nordvästra Kanada. Åren 1898–1904 var han generalguvernör över Kanada och blev 1905 lord Curzons efterträdare som vicekung över Indien, där han bland annat med mycken takt hävdade riksintressena mot separatistisk agitation bland muslimer och bengaliska hinduer samt under emirens av Afghanistan besök i Indien i början av år 1907 med framgång sökt stärka dennes vänskapsförhållande till det anglo-indiska väldet.